# Nowe Wielątki
Nowe Wielątki – wieś w Polsce położona w województwie mazowieckim, w powiecie wyszkowskim, w gminie Rząśnik. Ma status sołectwa.
W latach 1975–1998 miejscowość administracyjnie należała do województwa ostrołęckiego.
Wierni Kościoła rzymskokatolickiego należą do parafii św. Izydora w Woli Mystkowskiej.